# Raubergstulen
Raubergstulen is een bemande toeristenhut op 1000 meter boven zeeniveau dicht bij Galdesanden in de gemeente Lom in de provincie Innlandet in het midden van Noorwegen.
Er zijn verschillende wandelingen mogelijk. De hut ligt op een zijweg ter hoogte van Galdesanden aan de RV 55, de Sognefjellsweg. Verderop ligt de toeristenhut Juvasshytta. Hier is ook een skigebied waar ook vaak 's zomers geskied kan worden.
Omliggende plaatsen zijn Bøvertun en Elveseter. De dichtstbijzijnde gemeente is Lom.